# Vladimir Vasyutin
Vladimir Vladimirovich Vasyutin (russo:Влaдимиp Bлaдимиpoвич Васютин; Kharkov, 8 de março de 1952 – Moscou, 19 de julho de 2002) foi um cosmonauta soviético.
Piloto da Força Aérea Soviética e qualificado pela Escola de Pilotos de Teste de Kharkov, foi selecionado para o curso de cosmonauta na Cidade das Estrelas em 1 de dezembro de 1976. Depois de obter qualificação foi designado para trabalhar no programa TKS, uma nova geração de espaçonaves militares tripuladas que seriam acopladas às já existentes estações orbitais Salyut.
Foi ao espaço em 17 de setembro de 1985 comandando a Soyuz T-14, a nona missão à Salyut 7 e passou 64 dias em órbita. Vasyutin estava escalado para realizar uma longa sequência de experiências militares na estação, mas ficou doente após chegar na Salyut e não teve condições físicas de realizar as atividades programadas. Inicialmente com uma permanência planejada de seis meses, sua doença  o obrigou a um retorno de emergência depois de dois meses em órbita. Descobriu-se depois tratar-se de uma forte infecção na próstata, que causou inflamação e febre no cosmonauta. Retirou-se pouco depois do serviço ativo por razões médicas e trabalhou como diretor da Academia da Força Aérea Gagarin.
Morreu de câncer aos 50 anos em 2002.